# Peter Daniel Forster

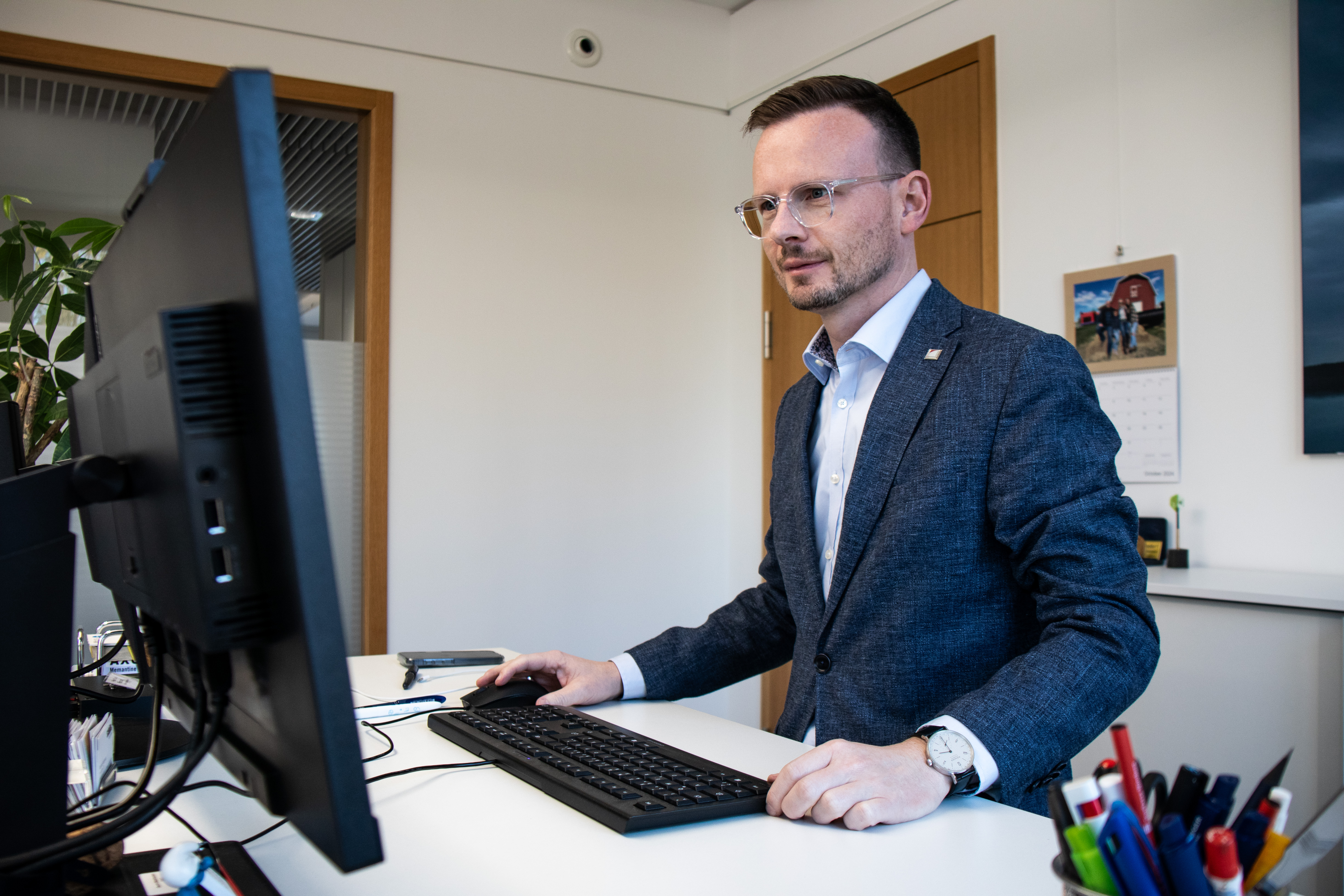
Bezirkstagspräsident Peter Daniel Forster

Peter Daniel Forster (* 18. März 1981 in Nürnberg) ist ein deutscher Politiker der CSU. Er ist seit dem 2. November 2023 Bezirkstagspräsident von Mittelfranken und lebt in Nürnberg. Die aktuelle Amtsperiode läuft noch bis 2028.

## Leben
Nach seinem Schulabschluss 1998 an der Wilhelm-Löhe-Realschule in Nürnberg durchlief Forster eine Ausbildung zum Kaufmann für Bürokommunikation bei der Nürnberger Versicherung, die er 2001  abschloss. Im Mai 2007 folgte der Abschluss des Studiums zum Informatik-Betriebswirt (VWA). Weiterhin tätig bei der Nürnberger Versicherung, wurde Forster im Januar 2011 zum Direktionsbeauftragten (DBA) ernannt und im März 2022 zum stellvertretenden Betriebsrat-Vorsitzenden gewählt. Seit November 2023 ruht der Arbeitsvertrag aufgrund der Übernahme des Amtes des mittelfränkischen Bezirkstagspräsidenten.
Neben Mitgliedschaften in verschiedenen Vereinen ist er 2. stellvertretender Vorsitzender der Bürgerbewegung für Menschenwürde in Mittelfranken e.V. Außerdem war er bis 2024 ehrenamtlicher Richter am Sozialgericht Nürnberg.

## Politik
Im Jahr 1998 trat Forster in die CSU und die Junge Union (JU) ein. Von 2001 bis 2013 war er Ortsvorsitzender der CSU Altenfurt-Brunn-Fischbach-Moorenbrunn. Von 2007 bis 2015 war er zudem Stellvertretender Kreisvorsitzender des CSU-Kreisverbandes Nürnberg-Süd. Zusätzlich ist Forster seit 2008 kooptiertes Mitglied im Bezirksvorstand der CSU Nürnberg-Fürth-Schwabach, kooptiertes Mitglied im Kreisvorstand der CSU Schwabach und Mitglied der Kommunalpolitischen Vereinigung der CSU (KPV). Von 2010 bis 2014 war er Vorsitzender des CSA Bezirksverbandes Nürnberg-Fürth-Schwabach und Mitglied im Landesvorstand der Arbeitnehmer-Union (CSA). Seit 2014 ist Forster Mitglied im Bezirksvorstand der CSA und weiterhin Mitglied im Landesvorstand der Arbeitnehmer-Union (CSA). Im Jahr 2015 wurde er dann zum Kreisvorsitzenden des CSU-Kreisverbandes Nürnberg-Süd ernannt. Dieses Amt bekleidet er bis heute.
Im mittelfränkischen Bezirkstag ist Forster seit 2008 direkt gewählter Bezirksrat im Stimmkreis Nürnberg-Süd. In der Amtsperiode von 2008 bis 2013 war er stellvertretender Vorsitzender der CSU-Bezirkstagsfraktion, bevor er von 2013 bis 2023 dann als Vorsitzender der CSU-Bezirkstagsfraktion aktiv war. Am 2. November 2023 wählten ihn die Bezirksrätinnen und Bezirksräte zum neuen Bezirkstagspräsidenten des mittelfränkischen Bezirkstags. Da seine berufliche Tätigkeit während seiner Amtszeit ruht, erhält er eine monatliche Entschädigung von 10800 €.